# 유복 (요영후)
유복(劉福, ? ~ ?)은 전한 중기의 제후로, 성양공왕의 아들이다.

## 행적
원삭 4년(기원전 125년), 해상후(海常侯)에 봉해졌다.
원정 5년(기원전 112년), 주금을 법도에 맞지 않게 헌납한 죄로 작위가 박탈되었다.
원봉 원년(기원전 110년), 한열 휘하의 교위로서 동월(東越) 정벌에 종군한 공로로 요영후(繚嫈侯)에 봉해졌다. 사실 유복은 이렇다할 공을 세우지 않았는데, 황실의 일원이라는 이유로 작위를 얻은 것이다.
이듬해, 죄를 지어 다시 작위가 박탈되었다.

## 출전
- 사마천, 《사기》
  - 권20 건원이래후자연표
  - 권21 건원이래왕자후자연표
  - 권114 동월열전
- 반고, 《한서》
  - 권15하 왕자후표 下
  - 권17 경무소선원성공신표
  - 권95 서남이양월조선전

| 선대 (첫 봉건) | 전한의 해상후 기원전 125년 3월 을축일 ~ 기원전 112년 | 후대 (봉국 폐지) |

| 선대 (첫 봉건) | 전한의 요영후 기원전 110년 ~ 기원전 109년 | 후대 (봉국 폐지) |